# Toma-Ilé
Pour les articles homonymes, voir Toma.
Ne doit pas être confondu avec Toma-Koura (Di).
Toma-Ilé est une localité située dans le département de Di de la province du Sourou dans la région de la Boucle du Mouhoun au Burkina Faso.

## Santé et éducation
Le centre de soins le plus proche de Toma-Ilé est le centre de santé et de promotion sociale (CSPS) de Di tandis que le centre médical avec antenne chirurgicale (CMA) de la province se trouve à Tougan.
Le village possède un centre d'apprentissage.